# Ruth Schönthal
Ruth Schönthal (née le 27 juin 1924 à Hambourg et morte le 10 juillet 2006 à Scarsdale) est une pianiste et compositrice américaine d'origine allemande.

## Biographie
Ruth Schönthal est née à Hambourg, ses parents étaient originaires de Vienne en Autriche. À l'âge de cinq ans, elle commence à composer et devient la plus jeune élève admise au Conservatoire Stern à Berlin. En 1935, Schönthal et sa famille doivent quitter l'Allemagne nazie pour Stockholm en raison de leur origine juive. Schönhtal étudie alors à l'École royale supérieure de musique de Stockholm, où elle publie sa première sonatine à l'âge de quatorze ans. À Stockholm, elle étudie la composition avec Ingemar Liljefors (en) et le piano avec Olaf Wibergh. De nouveau contrainte de fuir en raison de la tension politique, elle s'installe finalement à Mexico, où, à 19 ans, elle se produit en concert en exécutant ses propres compositions, dont son premier concerto pour piano, au Palais des beaux-arts de Mexico. Elle rencontre le compositeur allemand Paul Hindemith, lui-même exilé à Mexico ; celui-ci lui obtient une bourse pour étudier avec lui à Yale à partir de 1946. Elle est l'un des rares étudiants d'Hindemith à avoir obtenu son diplôme du Conservatoire avec mention.
En 1950, Schönthal épouse le peintre Paul Bernhard Seckel (né en 1918) et s’installe à New York, avant de s’installer à New Rochelle, où elle passera la plus grande partie de sa vie. L'un de ses trois fils est Al Seckel (en), spécialiste en matière d'illusions visuelles.
Schönthal reçoit des commandes de musique de chambre, d'opéras, de compositions symphoniques ainsi que des œuvres pour orgue et piano. Elle enseigne la composition et la théorie de la musique à l'université de New York jusqu'en 2006, date à laquelle la détérioration de son état de santé l'oblige à démissionner. Elle enseigne aussi la composition et le piano à titre privé ; elle est la première professeure de composition du compositeur américain Lowell Liebermann. L'une de ses étudiantes entre 2003 et 2005, Stephanie Germanotta, a connu une grande renommée dans le monde de la musique pop sous le nom de Lady Gaga.
Schönthal a composé une centaine d’œuvres, dont trois opéras, tous centrés sur des personnages féminins : The Courtship of Camilla (1979-80), Princess Maleen (1988) et Jocasta (1996-97), une version féministe de la légende d'Œdipe.

## Prix
En 1994, Schonthal reçoit l'Internationaler Kunstlerinnen Preis de la ville de Heidelberg. Aux États-Unis, elle reçoit plusieurs récompenses décernées par l'ASCAP, ainsi que le prix Delta Omicron International pour son premier quatuor à cordes. Elle reçoit un certificat de mérite de l'Université de Yale pour son service exceptionnel à la musique et un prix de musicien exceptionnel de l'Université de New York. Elle parvient au rang de finaliste du concours de l'Opéra de New York (The Courtship of Camilla).

## Œuvres
Opéra
- The Courtship of Camilla (1979-80), A.A. Milne
- Jocasta (1996-97), texte d'Hélène Cixous
- Princesse Maleen (1988-89)

Orchestre
- Concerto pour piano et orchestre n °2 (1977)
- Evening Music, Nocturnal Fantasy with Oceanwaves
- Music for Horn and Chamber Orchestra (1978)
- The Beautiful Days of Aranjuez (1982, rev. 1983)
- Soundtrack for a Dark Street (1994)
- 3 Celebrations « Happy Birthday Variations » for children's concerts
- The Young Dead Soldiers for choir and chamber orchestra (1987)

Musique de chambre
- Duo for clarinet or viola and cello (2002)
- Four Epiphanies for unaccompanied viola (1976)
- Improvisation for solo cello (1994)
- Sonata Concertante for cello or viola or clarinet and piano (1973)
- String Quartet No.1 (1962)
- String Quartet No.2 « in the Viennese Manner » (1983, revised 1996)
- String Quartet No.3 « In memoriam Holocaust » (1997)
- Tango for Two for clarinet and cello (2002)
- Two Duets for violin and viola (2002)

Piano / Clavecin
- The Canticles of Hieronymus (1986)
- Fiestas y Danzas (1961)
- Fourteen Inventions (1984)
- From the Life of a Pious Woman (1999)
- Heidelberger Fanfare with Variations
- In Homage of ..., 24 Preludes
- Japanese Sketches
- Nachklange (Reverberations), for piano with added timbres (1967–74)
- Sonatensatz (1973)
- Sonata Breve (1973)
- Sonata quasi un 'Improvisazione' (1964)
- Sonatina in A (1939)
- Three Elegies (1982)
- Toccata and Arietta (1989)
- 65 Celebrations (1993/94)
- Gestures, eleven short piano pieces (1978/79)
- Self-Portrait of the Artist as an Older Woman for piano (1991)
- Variations in Search of a Theme for piano (1974)
- Bird Calls (1981)
- Educational piano music
- Miniatures, study and recital pieces for the Early Grades
- Potpourri/Minuscules for piano
- Near and Far
- Pentatonics for piano
- From North and South of the Border

Orgue
- The Temptation of St. Anthony (1989/90)